# Blyth Valley
Blyth Valley è stato un distretto con status di borough del Northumberland, Inghilterra, Regno Unito, con sede a Blyth.

## Storia
Il distretto fu creato con il Local Government Act 1972, il 1º aprile 1974 dalla fusione del borough di Blyth con il distretto urbano di Seaton Valley e con parte del borough di Whitley Bay. Nel 2009 il distretto è stato soppresso con la trasformazione in autorità unitaria dell'intero territorio del Northumberland.

## Località
- Blyth
- Cramlington
- Seaton Delaval
- Seaton Sluice